# گورو (فیلم ۱۹۶۹)
گورو (انگلیسی: The Guru) فیلمی به کارگردانی جیمز ایوری است که در سال ۱۹۶۹ منتشر شد. از بازیگران آن می‌توان به ریتا تاشینگهم، مدهور جعفری، نادره و مایکل یورک اشاره کرد.